# Ngô Quý Đức
Ngô Quý Đức (sinh năm 1960) là một sĩ quan cấp cao trong Quân đội nhân dân Việt Nam, hàm Trung tướng, ông từng giữ chức Phó Tư lệnh - Tham mưu trưởng Quân khu 5, Nguyên Cục trưởng Cục Cứu hộ Cứu nạn, Quân đội nhân dân Việt Nam, nguyên Chánh Văn phòng Ủy ban tìm kiếm cứu nạn quốc gia.

## Binh nghiệp
Trước năm 2013, ông là Chỉ huy trưởng Bộ Chỉ huy quân sự tỉnh Quảng Nam
Tháng 2 năm 2013, ông được bổ nhiệm làm Phó Tham mưu trưởng Quân khu 5
Năm 2014, ông được thăng quân hàm Thiếu tướng
Tháng 4 năm 2015, ông được bổ nhiệm giữ chức Phó Tư lệnh kiêm Tham mưu trưởng Quân khu 5
Ngày 26 tháng 4 năm 2018, ông được Thủ tướng Nguyễn Xuân Phúc bổ nhiệm giữ chức Cục trưởng Cục Cứu hộ Cứu nạn, Quân đội nhân dân Việt Nam.
Tháng 12 năm 2018, ông được thăng quân hàm Trung tướng
Ngày 24 tháng 4 năm 2020, Cục Cứu hộ cứu nạn/BTTM đã tổ chức Hội nghị bàn giao chức vụ Cục trưởng dưới sự chủ trì của Chuẩn Đô đốc Nguyễn Trọng Bình, Phó Tổng Tham mưu trưởng, Phó Chủ tịch Ủy ban Ứng phó sự cố, thiên tai và Tìm kiếm cứu nạn, tham dự có các đồng chí đại diện các cơ quan chức năng. Theo Quyết định Bộ trưởng Bộ Quốc phòng, Thiếu tướng Doãn Thái Đức, nguyên Tư lệnh Quân đoàn 1 được điều động, bổ nhiệm giữ chức Cục trưởng Cục Cứu hộ Cứu nạn thay Trung tướng Ngô Quý Đức được nghỉ chờ hưu.
Ngày 12 tháng 5 năm 2020, dưới sự chủ trì của Phó Thủ tướng Trịnh Đình Dũng, Chủ tịch Ủy ban Quốc gia Ứng phó sự cố, thiên tai và Tìm kiếm cứu nạn; Văn phòng Ủy ban Quốc gia Ứng phó sự cố, thiên tai và tìm kiếm cứu nạn đã tổ chức Hội nghị bàn giao chức vụ Chánh Văn phòng. Theo Quyết định Bộ trưởng Bộ Quốc phòng, Thiếu tướng Doãn Thái Đức, nguyên Tư lệnh Quân đoàn 1 được điều động, bổ nhiệm giữ chức Cục trưởng Cục Cứu hộ – Cứu nạn kiêm Chánh Văn phòng Ủy ban Quốc gia Ứng phó sự cố, thiên tai và tìm kiếm cứu nạn thay Trung tướng Ngô Quý Đức được nghỉ chờ hưu.